# العلاقات الروسية الميكرونيسية
العلاقات الروسية الميكرونيسية هي العلاقات الثنائية التي تجمع بين روسيا وولايات ميكرونيسيا المتحدة.
في 25 فبراير 2022، قطعت ولايات ميكرونيسيا المتحدة علاقتها مع روسيا على خلفية الغزو الروسي لأوكرانيا.
جاء ذلك في بيان ومذكرة أرسلت إلى السفارة الروسية في الفلبين. حيث جاء في البيان أن «ولايات ميكرونيسيا المتحدة أخطرت الاتحاد الروسي في 25 فبراير 2022 بقطع العلاقات الدبلوماسية بين البلدين».
وأفيد في البيان بأنها ستعمل على استعادة العلاقات الدبلوماسية مع الاتحاد الروسي حين يظهر الجانب الروسي «التزاما فعليا بالسلام والصداقة والتعاون».
وفي تعبيرها عن تضامنها مع شعب وسلطات أوكرانيا إستشهدت حكومة ميكرونيسيا بعبارة لرئيسها ديفيد بانويلو تقول إن ميكرونيسيا تحذو حذو أوكرانيا شريكتها وتقطع العلاقات مع روسيا.

## مقارنة بين البلدين
| وجه المقارنة                                              | روسيا                                   | ولايات ميكرونيسيا المتحدة |
| --------------------------------------------------------- | --------------------------------------- | ------------------------- |
| المساحة (كم2)                                             | 17.08 مليون                             | 702                       |
| عدد السكان (نسمة)                                         | 146.80 مليون                            | 105.54 ألف                |
| الكثافة السكانية (ن./كم²)                                 | 8.59                                    | 15.03 ألف                 |
| العاصمة                                                   | موسكو                                   | باليكير                   |
| اللغة الرسمية                                             | اللغة الروسية                           | اللغة الإنجليزية          |
| العملة                                                    | روبل روسي                               | دولار أمريكي              |
| الناتج المحلي الإجمالي (بليون دولار)                      | 1.58 تريليون                            | 336.43 مليون              |
| الناتج المحلي الإجمالي (تعادل القوة الشرائية) بليون دولار | 3.69 تريليون                            | 365.27 مليون              |
| الناتج المحلي الإجمالي الاسمي للفرد دولار أمريكي          | 9.09 ألف                                | 3.02 ألف                  |
| الناتج المحلي الإجمالي للفرد دولار أمريكي                 |                                         |                           |
| مؤشر التنمية البشرية                                      | 0.798                                   | 0.640                     |
| رمز المكالمات الدولي                                      | +7                                      | +691                      |
| رمز الإنترنت                                              | .ru، .рф، .рус ‏، .su                    | .fm                       |
| المنطقة الزمنية                                           | Magadan Time ‏، ت ع م+02:00، ت ع م+12:00 |                           |

## منظمات دولية مشتركة
يشترك البلدان في عضوية مجموعة من المنظمات الدولية، منها:
| علم المنظمة | اسم المنظمة                        | تاريخ انضمام روسيا | تاريخ انضمام ولايات ميكرونيسيا المتحدة |
| ----------- | ---------------------------------- | ------------------ | -------------------------------------- |
|             | مؤسسة التنمية الدولية              | 16 يونيو 1992      | 24 يونيو 1993                          |
|             | الأمم المتحدة                      | 24 أكتوبر 1945     | 17 سبتمبر 1991                         |
|             | الاتحاد الدولي للاتصالات           | 1866               | 18 مارس 1993                           |
|             | البنك الدولي للإنشاء والتعمير      | 16 يونيو 1992      | 24 يونيو 1993                          |
|             | منظمة حظر الأسلحة الكيميائية       | ?                  | ?                                      |
|             | مؤسسة التمويل الدولية              | 12 أبريل 1993      | 24 يونيو 1993                          |
|             | وكالة ضمان الاستثمار متعدد الأطراف | 29 ديسمبر 1992     | 11 أغسطس 1993                          |
|             | يونسكو                             | 21 أبريل 1954      | 19 أكتوبر 1999                         |

## وصلات خارجية
- موقع وزارة الخارجية الروسية